# Łazy (województwo opolskie)
Łazy – kolonia w Polsce położona w województwie opolskim, w powiecie oleskim, w gminie Rudniki.
W latach 1975–1998 miejscowość położona była w województwie częstochowskim.